# Governo Reinfeldt
Il governo Reinfeldt è stato il 52° esecutivo Svedese, per 8 anni meno 3 giorni in carica dal 6 ottobre 2006 al 3 ottobre 2014; successivo al governo Persson, è stato succeduto dal governo Löfven I.
Formatosi dopo le elezioni legislative in Svezia del 2006, era guidato da Fredrik Reinfeldt del Partito Moderato ed era sostenuto dalla coalizione di centrodestra chiamata Alleanza per la Svezia, che, oltre ai moderati, raggruppava il Partito Popolare Liberale, il Partito di Centro, e i Democratici Cristiani. È stato riconfermato dopo le elezioni legislative in Svezia del 2010.

## Schieramento dei partiti
La legenda che segue rappresenta gli schieramenti parlamentari alle elezioni del 2006.
| Camera  | Collocazione | Partiti | Seggi     |
| ------- | ------------ | --- | --------- |
| Riksdag | Maggioranza  | Partito Moderato (97),Partito di Centro (29),Partito Popolare Liberale (28),Democratici Cristiani (24)                  | 178 / 349 |
| Riksdag | Opposizione  | Partito Socialdemocratico dei Lavoratori di Svezia (130),Partito della Sinistra (22),Partito Ambientalista i Verdi (19) | 171 / 349 |

La seconda legenda invece raffigura la situazione del  parlamento alle elezioni del 2010.
| Camera  | Collocazione | Partiti | Seggi     |
| ------- | ------------ | --- | --------- |
| Riksdag | Maggioranza  | Partito Moderato (107),Partito di Centro (24),Partito Popolare Liberale (24),Democratici Cristiani (19)                                          | 174 / 349 |
| Riksdag | Opposizione  | Partito Socialdemocratico dei Lavoratori di Svezia (112),Partito della Sinistra (19),Partito Ambientalista i Verdi (25),Democratici Svedesi (20) | 176 / 349 |

## Composizione
Il governo annunciato il 6 ottobre 2006 era formato dal Primo ministro e da 22 ministri; in seguito alle elezioni legislative in Svezia del 2010 Reinfeldt ha operato, a partire dal 5 ottobre 2010, alcuni cambiamenti nella composizione dell'esecutivo, portando il numero di ministri a 23.
L'appartenenza politica dei membri del governo si può così riassumere:
- Partito Moderato: Primo ministro e 10 ministri (poi 12);
- Partito di Centro: 5 ministri (poi 4);
- Partito Popolare Liberale: 4 ministri;
- Democratici Cristiani: 3 ministri.

## Primo ministro
| Fredrik Reinfeldt (Partito Moderato) |

## Vice Primo ministro
Partito di Centro
     Partito Popolare Liberale
| Carica                                    | Titolare | Titolare | Titolare                               | Partito politico          | Partito politico |
| ----------------------------------------- | -------- | -------- | -------------------------------------- | ------------------------- | ---------------- |
| Vicepresidente del Consiglio dei ministri |          |          | Maud Olofsson (Fino al 5 Ottobre 2010) | Partito di Centro         |                  |
| Vicepresidente del Consiglio dei ministri |          |          | Jan Björklund (Dal 5 Ottobre 2010)     | Partito Popolare Liberale |                  |

## Ministri
Partito di Centro
     Partito Popolare Liberale
     Partito Moderato
     Democratici Cristiani
| Carica                                    | Titolare | Titolare | Titolare                                                           | Partito politico          | Partito politico |
| ----------------------------------------- | -------- | -------- | ------------------------------------------------------------------ | ------------------------- | ---------------- |
| Affari europei                            |          |          | Cecilia Malmström (Fino al 22 Gennaio 2010)                        | Partito Popolare Liberale |                  |
| Affari europei                            |          |          | Birgitta Ohlsson (Dal 2 Febbraio 2010)                             | Partito Popolare Liberale |                  |
| Ministro della Giustizia                  |          |          | Beatrice Ask                                                       | Partito Moderato          |                  |
| Ministro della Salute                     |          |          | Maria Larsson                                                      | Democratici Cristiani     |                  |
| Politiche d'asilo                         |          |          | Tobias Billström                                                   | Partito Moderato          |                  |
| Integrazione                              |          |          | Erik Ullenhag (Dal 5 Ottobre 2010)                                 | Partito Popolare Liberale |                  |
| Ministro degli esteri                     |          |          | Carl Bildt                                                         | Partito Moderato          |                  |
| Pubblica Amministrazione                  |          |          | Stefan Attefall (Dal 5 Ottobre 2010)                               | Democratici Cristiani     |                  |
| Ministero dell'agricoltura                |          |          | Eskil Erlandsson                                                   | Partito di Centro         |                  |
| Ministro del commercio                    |          |          | Maria Borelius (Fino al 14 Ottobre 2006)                           | Partito Moderato          |                  |
| Ministro del commercio                    |          |          | Sten Tolgfors (Dal 24 Ottobre 2006 Fino al 6 Settembre 2007)       | Partito Moderato          |                  |
| Ministro del commercio                    |          |          | Ewa Björling (Dal 12 Settembre 2007)                               | Partito Moderato          |                  |
| Ministro Dell'Ambiente                    |          |          | Andreas Carlgren (Fino al 29 Settembre 2011)                       | Partito di Centro         |                  |
| Ministro dell'ambiente                    |          |          | Lena Ek (Dal 29 Settembre 2011)                                    | Partito di Centro         |                  |
| Ministero dell'istruzione                 |          |          | Jan Björklund (Fino al 12 Settembre 2007)                          | Partito Popolare Liberale |                  |
| Affari Sociali                            |          |          | Göran Hägglund                                                     | Democratici Cristiani     |                  |
| Cooperazione allo sviluppo internazionale |          |          | Gunilla Carlsson (Fino al 17 Settembre 2013)                       | Partito Moderato          |                  |
| Cooperazione allo sviluppo internazionale |          |          | Hillevi Engström (Dal 17 Settembre 2013)                           | Partito Moderato          |                  |
| Infrastrutture                            |          |          | Åsa Torstensson (Fino al 5 Ottobre 2010)                           | Partito di Centro         |                  |
| Infrastrutture                            |          |          | Catharina Elmsäter-Svärd (Dal al 5 Ottobre 2010)                   | Partito Moderato          |                  |
| Ministero della Difesa                    |          |          | Michael Odenberg (Fino al 5 Settembre 2007                         | Partito Moderato          |                  |
| Ministero della Difesa                    |          |          | Sten Tolgfors (Dal 5 Settembre 2007 al 29 Marzo 2012               | Partito Moderato          |                  |
| Ministero della Difesa                    |          |          | Catharina Elmsäter (Ad interim Dal 29 Marzo al 18 Aprile 2012)     | Partito Moderato          |                  |
| Ministero della Difesa                    |          |          | Karin Enström (Dal 18 Aprile 2012)                                 | Partito Moderato          |                  |
| Ministro affari Regionali                 |          |          | Anna-Karin Hatt (Con delega all'energia fino al 29 Settembre 2011) | Partito di Centro         |                  |
| Istruzione Superiore e Ricerca            |          |          | Lars Leijonborg (dal 12 settembre 2007 al 17 giugno 2009)          | Partito Popolare Liberale |                  |
| Istruzione Superiore e Ricerca            |          |          | Tobias Krantz (dal 17 giugno 2009 al 5 Ottobre 2010)               | Partito Popolare Liberale |                  |
| Ministro Mercati Finanziari               |          |          | Mats Odell (Fino al 5 Ottobre 2010)                                | Democratici Cristiani     |                  |
| Ministro Mercato Finanziario              |          |          | Peter Norman (Fino al 5 Ottobre 2010)                              | Partito Moderato          |                  |
| Uguaglianza di Genere                     |          |          | Nyamko Sabuni (Fino al 21 Gennaio 2013)                            | Partito Popolare Liberale |                  |
| Uguaglianza di Genere                     |          |          | Maria Arnholm (Dal 21 Gennaio 2013)                                | Partito Popolare Liberale |                  |
| Cultura e Sport                           |          |          | Cecilia Stegö Chilò (Fino al 16 Ottobre 2006)                      | Partito Moderato          |                  |
| Cultura e Sport                           |          |          | Lena Adelsohn Liljeroth (Dal 24 Ottobre 2006)                      | Partito Moderato          |                  |
| Cultura e Sport                           |          |          | Lars Leijonborg (InterimDal 16 Ottobre 2006 al 24 Ottobre 2006)    | Partito Popolare Liberale |                  |

### Affari europei
| Ministro | Cecilia Malmström (Partito Popolare Liberale) - fino al 22 gennaio 2010 Birgitta Ohlsson (Partito Popolare Liberale) - dal 2 febbraio 2010 |

### Giustizia
| Ministro | Beatrice Ask (Partito Moderato) |

### Immigrazione e Politiche d'asilo
| Ministro | Tobias Billström (Partito Moderato) |

### Affari esteri
| Ministro | Carl Bildt (Partito Moderato) |

### Commercio
| Ministro | Maria Borelius (Partito Moderato) - fino al 14 ottobre 2006 Sten Tolgfors (Partito Moderato) - dal 24 ottobre 2006 al 6 settembre 2007 Ewa Björling (Partito Moderato) - dal 12 settembre 2007 |

### Cooperazione allo sviluppo internazionale
| Ministro | Gunilla Carlsson (Partito Moderato) - fino al 17 settembre 2013 Hillevi Engström (Partito Moderato) - dal 17 settembre 2013 |

### Difesa
| Ministro | Mikael Odenberg (Partito Moderato) - fino al 5 settembre 2007 Sten Tolgfors (Partito Moderato) - dal 5 settembre 2007 al 29 marzo 2012 ad interim Catharina Elmsäter-Svärd (Partito Moderato) - dal 29 marzo 2012 al 18 aprile 2012 Karin Enström (Partito Moderato) - dal 18 aprile 2012 |

### Affari sociali
| Ministro | Göran Hägglund (Democratici Cristiani) |

### Anziani e Salute pubblica
| Ministro | Maria Larsson (Democratici Cristiani) |

### Pubblica amministrazione e Alloggi
| Ministro | Stefan Attefall (Democratici Cristiani) - dal 5 ottobre 2010 |

### Sicurezza sociale
| Ministro | Cristina Husmark Pehrsson (Partito Moderato) - fino al 5 ottobre 2010 Ulf Kristersson (Partito Moderato) - dal 5 ottobre 2010 |

### Finanze
| Ministro | Anders Borg (Partito Moderato) |

### Mercati finanziari
| Ministro | Mats Odell (Democratici Cristiani) - fino al 5 ottobre 2010 Peter Norman (Partito Moderato) - dal 5 ottobre 2010 |

### Educazione
| Ministro | Lars Leijonborg (Partito Popolare Liberale) - fino al 12 settembre 2007 Jan Björklund (Partito Popolare Liberale) - dal 12 settembre 2007 |

### Scuole
| Ministro | Jan Björklund (Partito Popolare Liberale) - fino al 12 settembre 2007 |

### Istruzione superiore e Ricerca
| Ministro | Lars Leijonborg (Partito Popolare Liberale) - dal 12 settembre 2007 al 17 giugno 2009 Tobias Krantz (Partito Popolare Liberale) - dal 17 giugno 2009 al 5 ottobre 2010 |

### Uguaglianza di genere
| Ministro | Nyamko Sabuni (Partito Popolare Liberale) con delega all'Integrazione fino al 5 ottobre 2010 - fino al 21 gennaio 2013 Maria Arnholm (Partito Popolare Liberale) - dal 21 gennaio 2013 |

### Agricoltura
| Ministro | Eskil Erlandsson (Partito di Centro) |

### Ambiente
| Ministro | Andreas Carlgren (Partito di Centro) - fino al 29 settembre 2011 Lena Ek (Partito di Centro) - dal 29 settembre 2011 |

### Imprese
| Ministro | Maud Olofsson (Partito di Centro) con delega all'Energia - fino al 29 settembre 2011 Annie Lööf (Partito di Centro) con delega agli Affari regionali - dal 29 settembre 2011 |

### IT
| Ministro | Anna-Karin Hatt (Partito di Centro) con delega agli Affari regionali fino al 29 settembre 2011, con delega all'Energia dal 29 settembre 2011 |

### Infrastrutture
| Ministro | Åsa Torstensson (Partito di Centro) - fino al 5 ottobre 2010 Catharina Elmsäter-Svärd (Partito Moderato) - dal 5 ottobre 2010 |

### Cultura e Sport
| Ministro | Cecilia Stegö Chilò (Partito Moderato) - fino al 16 ottobre 2006 ad interim Lars Leijonborg (Partito Popolare Liberale) - dal 16 ottobre 2006 al 24 ottobre 2006 Lena Adelsohn Liljeroth (Partito Moderato) - dal 24 ottobre 2006 |

### Lavoro
| Ministro | Sven Otto Littorin (Partito Moderato) - fino al 7 luglio 2010 ad interim Tobias Billström (Partito Moderato) - dal 7 luglio 2010 al 5 ottobre 2010 Hillevi Engström (Partito Moderato) - dal 5 ottobre 2010 al 17 settembre 2013 Elisabeth Svantesson (Partito Moderato) - dal 17 settembre 2013 |

### Integrazione
| Ministro | Erik Ullenhag (Partito Popolare Liberale) - dal 5 ottobre 2010 |